# Lepanthopsis moniliformis
Lepanthopsis moniliformis là một loài thực vật có hoa trong họ Lan. Loài này được Dod mô tả khoa học đầu tiên năm 1977.